# 青阳街道 (泗洪县)
青阳街道，原青阳镇，是中华人民共和国江苏省宿迁市泗洪县下辖的一个街道办事处。

## 行政区划
青阳街道下辖以下村级行政区划单位：
城中社区、城南社区、东大街社区、桥南社区、孙何社区、二里坝社区、老庄社区、阮庄社区、黄台社区、新刘社区、汴河社区、洪桥社区、秦沟社区、周李社区、宏伟社区、林业社区、巨声社区、阳光社区、新庄社区、蓝天社区、学府社区、新星社区、团结社区、洪泵社区、城东社区、戚庄社区。